# 中里隆
中里 隆（なかざと たかし、1937年 - ）は、陶芸家。

## 略歴
- 1937年　唐津で、中里無庵（十二代中里太郎右衛門）の五男として生まれる。兄は、中里重利。
- 1959年　京都市立工芸指導所に学ぶ。
- 1960年　京都清水坂の松風栄一に入門する。
- 1961年　佐賀県立窯業試験場で井上萬二らに指導を受ける。
  - 朝日新聞社主催第十回現代日本陶芸展で、陶彫「双魚」が第一席受賞。
- 1965年　ロバート・イングルと九州・四国の窯元めぐり。
- 1967年　世界一周の旅、米、欧州、中近東、東南アジア、韓国などを巡る。オハイオ州ウェズリアン大学講師として渡米。
- 1968年　欧州・中近東を視察。
- 1970年　韓国の古窯跡視察。
- 1971年　小山富士夫の薦めにより種子島へ渡島。西之表市に築窯する。（種子島焼）
- 1972年　小山富士夫の築窯を手伝う。
- 1974年　唐津に帰り、隆太窯を築窯。越前と、沖縄県読谷でも作陶する。
- 1980年　韓国鶏龍山窯跡視察。
- 1983年　オーストラリアでデモンストレーション。
- 1984年　インドネシア、ミャンマー、インド、ネパール、タイを訪問する。
- 1985年　日本陶磁協会主催、現代陶芸選抜展賞受賞。
- 1990年　北海道滝川にて青磁・白磁を作陶する。
- 1991年　中国、磁州窯研修、調査。
- 1992年　中国、均窯・龍泉窯研修、調査。
- 1994年　フランスでデモンストレーション。
- 1996年　デンマーク、ロイヤルコペンハーゲンから招待を受ける。コロラド州アンダーソンランチセンターから招待を受ける。
- 2000年　ジャマイカでワークショップ。
- 2003年　フランス・ラボンヌへ研修旅行。
- 2005年　ニューヨークにてマルコム・ライト、中里太亀、中里花子と唐津展。
- 2006年　ユタ州立大学から招待を受ける。

## その他
- 唐津の窯でバロック音楽のコンサートを150回以上行っている。